# Monica Vitti
Monica Vitti, właśc. Maria Luisa Ceciarelli (ur. 3 listopada 1931 w Rzymie, zm. 2 lutego 2022 tamże) – włoska aktorka. 
Była muzą reżysera Michelangela Antonioniego, u którego we wczesnych latach 60. XX w. grała główne role. Potem była obsadzana głównie w komediach, współpracując z reżyserem Mario Monicellim. Wystąpiła z Marcellem Mastroiannim, Alainem Delonem, Richardem Harrisem, Terence’em Stampem, Michaelem Caine’em i Dirkiem Bogarde’em.
Vitti zdobyła pięć nagród Davida di Donatello dla najlepszej aktorki, siedem włoskich Złotych Globów dla najlepszej aktorki, Srebrnego Niedźwiedzia za wybitne osiągnięcie artystyczne (1984) na Festiwalu Filmowym w Berlinie oraz nagrodę Honorowego Złotego Lwa (1995) za całokształt twórczości na Festiwalu Filmowym w Wenecji.

## Życiorys

### Wczesne lata
Urodziła się w Rzymie jako córka Adele Vittiglii i Angela Ceciarelliego. Występowała w domu przed młodszym rodzeństwem. Zaczynała od amatorskich przedstawień teatralnych. W 1953 ukończyła studia aktorskie w Centro sperimentale di cinematografia w Rzymie.

### Kariera

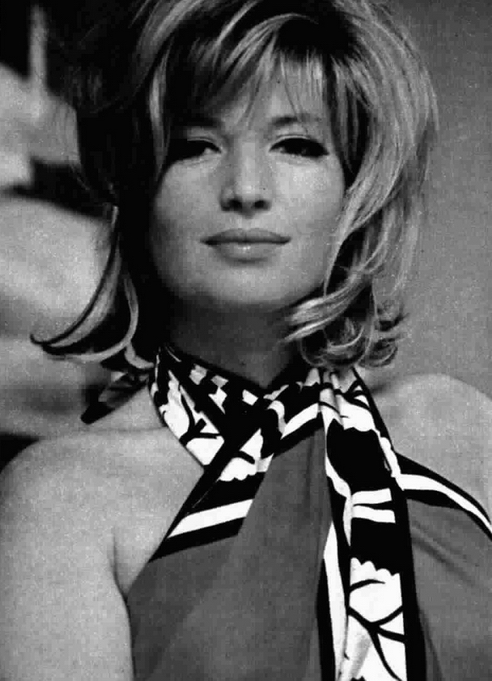
Monica Vitti (ok. 1970)

Pierwszą rolę filmową powierzył jej Ettore Scola w swoim Ridere! Ridere! Ridere! (1954). W 1957 przyłączyła się do Teatro Nuovo di Milano, sceny kierowanej wówczas przez Michelangela Antonioniego.
Wkrótce zagrała w jego znanym filmie Przygoda (1960), za rolę w którym otrzymała nagrodę jury na 13. MFF w Cannes. Krytycy zachwycili się rolą Claudii, chłodnej kobiety z zamożnego towarzystwa, która rozwija romans z chłopakiem swojej zaginionej przyjaciółki. Później wzięła jeszcze udział w innych produkcjach Antonioniego: Nocy, Zaćmieniu i Czerwonej pustyni.
Spróbowała też hollywoodzkiej kariery, grając tytułową rolę w filmie Modesty Blaise (1966), opartym na komiksie o tym samym tytule. Film był jednak porażką w zgodnej opinii zarówno krytyków jak i publiczności. Vitti wróciła więc do Europy, gdzie zagrała u Luisa Buñuela w Widmie wolności i raz jeszcze pracowała z Antonionim przy realizacji Tajemnicy Oberwaldu.
Zasiadała w jury konkursu głównego na 21. (1968) oraz na 27. MFF w Cannes (1974).
W 1989 napisała scenariusz do dramatu Sekretny skandal (Scandalo segreto), który sama wyreżyserowała i w którym zagrała główną rolę z Elliottem Gouldem. Był to jej ostatni występ na dużym ekranie.
O jej życiu prywatnym wiadomo niewiele, choć w 1993 opublikowała swoją autobiografię pod tytułem Sette sotane (wł. Siedem spódnic). Dwa lata później poślubiła Roberta Russo.
Była na okładkach magazynów takich jak „L’Europeo”, „Film”, „Elle” czy „Vogue”.

## Życie prywatne
W latach 1957–1967 była związana z Michelangelem Antonionim. W 1995 Vitti wyszła za mąż za Roberto Russo, z którym była w związku od 1973.

### Śmierć
Ostatni raz wystąpiła publicznie w 2002 na paryskiej premierze musicalu scenicznego Notre-Dame de Paris. W 2015 wycofała się z życia publicznego z powodu choroby Alzheimera. W 2018 jej mąż potwierdził, że nadal mieszka z nim w domu w Rzymie i że osobiście się nią opiekował z pomocą opiekunki. Vitti zmarła z powodu powikłań choroby Alzheimera 2 lutego 2022 w wieku 90 lat.

## Filmografia
- 1954: Ridere, Ridere, Ridere! (Śmiać się, śmiać się, śmiać się)
- 1955: Adirana Lecouvreue
- 1956: Una pelliciccia di visone (Futro nurkowe)
- 1958: Le dritte (Spryciary)
- 1959: L'avventura (Przygoda)
- 1960: La notte (Noc)
- 1962: Le quattro Verità (Cztery prawdy)
- 1962: L'eclisse (Zaćmienie)
- 1963: Château en Suède (Zamek w Szwecji)
- 1963: Dragées au poivre (Pigułki z pieprzem)
- 1964: Alta infedeltà (Niewierność)
- 1964: Il deserto rosso (Czerwona pustynia)
- 1964: Il disco volante (Latający talerz)
- 1964: La bambole (Lalki)
- 1966: La fate (Wróżki)
- 1966: Fai in fretta ad uccidermi... ho freddo! (Zabij mnie szybko... zimno mi!)
- 1966: Modesty Balise
- 1967: La cintura si castita (Pas cnoty)
- 1967: Ti ho sposato per allegria (Ożeniłem się z tobą dla zabawy)
- 1967: La ragazza con la pistola (Dziewczyna z pistoletem)
- 1969: Amore mio, aiutami (Kochanie, pomóż mi)
- 1969: La femme écarlate (Szkarłatna kobieta)
- 1970: Dramma della gelosia – tutti i particolari in cronaca (Dramat zazdrości)
- 1970: La supertestimone (Świadek koronny)
- 1970: Le copie (Pary)
- 1970: Nini' Tirabusciò, la donna che inventò la mossà (Nini Tirabusciò, kobieta która wymyśliła "ruch")
- 1970: La pacifista (Pacyfistka)
- 1971: Gli ordini sono ordini (Grzeszna natura)
- 1971: Noi donna siamo fatte cosi (My kobiety takie już jesteśmy)
- 1973: La Tosca
- 1973: Teresa la larda (Teresa złodziejka)
- 1973: Polivere di Stelle (Gwiezdny pył)
- 1974: Le fantōme de la liberté (Widmo wolności)
- 1979: An Almost Perfect Affair (Romans prawie doskonały)